# Iflavirus
Famille
Genre
Espèces de rang inférieur
- Antheraea pernyi iflavirus
- Brevicoryne brassicae virus
- Deformed wing virus
- Dinocampus coccinellae paralysis virus
- Ectropis obliqua virus
- Infectious flacherie virus (espèce type)
- Lygus lineolaris virus 1
- Lymantria dispar iflavirus 1
- Nilaparvata lugens honeydew virus 1
- Perina nuda virus
- Sacbrood virus
- Slow bee paralysis virus
- Spodoptera exigua iflavirus 1
- Spodoptera exigua iflavirus 2
- Varroa destructor virus 1

Iflavirus est un genre de virus, le seul de la famille des Iflaviridae, dans l’ordre des Picornavirales.

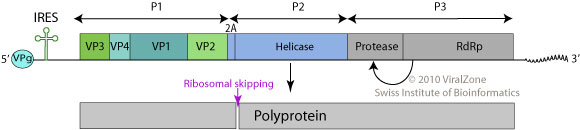
Carte du génome du genre Iflavirus

Lors de la création du genre en 2002, sa position taxinomique était douteuse. L'International Committee on Taxonomy of Viruses, considérait le genre Iflavirus comme seulement « proche des Picorna- et Dicistroviridae ». Certains considèrent plutôt que Iflavirus était l'unique genre d'une famille des Iflaviridae (ou Iflaviridés), de l'ordre des Picornavirales.
En 2008, l’ICTV adopte la création de la famille des Iflaviridae, et y déplace le genre Iflavirus.
Le nom Iflavirus dérive de celui de l'espèce type du genre, à savoir Infectious flacherie virus, virus de la flacherie infectieuse.
Les espèces du genre Iflavirus sont Deformed wing virus (virus des ailes déformées), Ectropis obliqua virus, Infectious flacherie virus (virus de la flacherie infectieuse), Perina nuda virus, Sacbrood virus (virus du couvain sacciforme) et Varroa destructor virus-1 (un virus transporté par l'acarien Varroa destructor).

## Référence biologique
- (en) ICTV : Iflaviridae  (consulté le 5 février 2021)
- (en) ICTV : Iflavirus  (consulté le 5 février 2021)